# Gran Premi d'Itàlia del 1963
Resultats del Gran Premi d'Itàlia de Fórmula 1 de la temporada 1963 disputat al circuit de Monza el 8 de setembre de 1963.

## Resultats
| Pos | No | Pilot                   | Equip               | Voltes | Temps/ Retirada          | Pos. de sortida | Punts |
| --- | -- | ----------------------- | ------------------- | ------ | ------------------------ | --------------- | ----- |
| 1   | 8  | Jim Clark               | Lotus - Climax      | 86     | 2h 24' 19. 6             | 3               | 9     |
| 2   | 10 | Richie Ginther          | BRM                 | 86     | + 1' 35.0 min.           | 4               | 6     |
| 3   | 18 | Bruce McLaren           | Cooper - Climax     | 85     | + 1 Volta                | 8               | 4     |
| 4   | 32 | Innes Ireland           | BRP - BRM           | 84     | Motor                    | 10              | 3     |
| 5   | 22 | Jack Brabham            | Brabham - Climax    | 84     | + 2 Voltes               | 7               | 2     |
| 6   | 20 | Tony Maggs              | Cooper - Climax     | 84     | + 2 Voltes               | 13              | 1     |
| 7   | 58 | Jo Bonnier              | Cooper - Climax     | 84     | + 2 Voltes               | 11              |       |
| 8   | 30 | Jim Hall                | Lotus - BRM         | 84     | + 2 Voltes               | 17              |       |
| 9   | 66 | Maurice Trintignant     | BRM                 | 83     | + 3 Voltes               | 20              |       |
| 10  | 40 | Mike Hailwood           | Lola - Climax       | 82     | + 4 Voltes               | 18              |       |
| 11  | 16 | Phil Hill               | ATS                 | 79     | + 7 Voltes               | 14              |       |
| 12  | 48 | Bob Anderson            | Lola - Climax       | 79     | + 7 Voltes               | 19              |       |
| 13  | 6  | Mike Spence             | Lotus - Climax      | 73     | Pressió de l'oli         | 9               |       |
| 14  | 24 | Dan Gurney              | Brabham - Climax    | 64     | Prob. amb el combustible | 5               |       |
| 15  | 14 | Giancarlo Baghetti      | ATS                 | 63     | + 23 Voltes              | 25              |       |
| 16  | 12 | Graham Hill             | BRM                 | 59     | Embragatge               | 2               |       |
| Ret | 54 | Jo Siffert              | Lotus - BRM         | 40     | Pressió de l'oli         | 16              |       |
| Ret | 2  | Lorenzo Bandini         | Ferrari             | 37     | Caixa canvi              | 6               |       |
| Ret | 42 | Masten Gregory          | Lotus - BRM         | 26     | Motor                    | 12              |       |
| Ret | 4  | John Surtees            | Ferrari             | 16     | Motor                    | 1               |       |
| NVQ | 50 | Ian Raby                | Gilby - BRM         |        |                          |                 |       |
| NVQ | 34 | Tony Settember          | Scirocco - BRM      |        |                          |                 |       |
| NVQ | 28 | Carel Godin de Beaufort | Porsche             |        |                          |                 |       |
| NVQ | 62 | Ernesto Brambilla       | Cooper - Maserati   |        |                          |                 |       |
| NVQ | 46 | Andre Pilette           | Lotus - Climax      |        |                          |                 |       |
| NVQ | 44 | Roberto Lippi           | De Tomaso - Ferrari |        |                          |                 |       |
| WD  | 26 | Gerhard Mitter          | Porsche             |        |                          |                 |       |
| WD  | 36 | Ian Burgess             | Scirocco - BRM      |        |                          |                 |       |
| WD  | 52 | Günther Seiffert        | Lotus - BRM         |        |                          |                 |       |
| WD  | 56 | Carlo Abate             | Porsche             |        |                          |                 |       |
| WD  | 60 | Gaetano Starrabba       | Lotus - Maserati    |        |                          |                 |       |

## Altres
- Pole: John Surtees 1' 37. 3

- Volta ràpida: Jim Clark 1' 38. 9 (a la volta 60)